# ایمی‌کیمود
ایمی‌کیمود (انگلیسی: Imiquimod) با نام تجاری «آلدارا»، یک داروی محرک پاسخ ایمنی است که در درمان زگیل‌های تناسلی، سرطان سلول‌های پایه‌ای پوست (پس از جراحی) و کراتوز آفتابی (آکتینیک) به‌کار می‌رود.
این دارو توسط شرکت دارویی تری‌ام ساخته شده و در سال ۱۹۹۷ میلادی از سازمان غذا و داروی آمریکا تأییدیه دریافت داشت. از سال ۲۰۱۵ میلادی، این دارو به گروه داروهای ژنریک پیوسته و با نام‌های تجاری متفاوتی در سرتاسر جهان تولید و عرضه می‌شود.

## عوارض جانبی
برخی از عوارض جانبی دارو عبارتند از: واکنش‌های التهابی موضعی (همچون تاول، سوزش پوست، قرمزی یا خشکی پوست، خارش، ترک‌خوردگی پوست، پوسته‌پوسته شدن، زخم، تورم) و عوارض سیستمیک همچون تب، علائم شبه‌آنفلوانزا، سردرد و خستگی.

## موارد احتیاط
افرادی که پیوند عضو شده‌اند و در حال مصرف داروهای سرکوب‌گر ایمنی هستند، نباید ایمی‌کیمود مصرف کنند.

## مکانیسم عمل
ایمی‌کیمود تحریک‌کنندهٔ گیرندهٔ TLR7 و دستگاه ایمنی ذاتی است و موجب ترشح سیتوکین‌ها (به‌ویژه اینترفرون نوع ۱، اینترلوکین ۶ و فاکتور نکروز توموری آلفا) می‌گردد. شواهد علمی نشان می‌دهد که مصرف موضعی این دارو موجب تحریک سلول‌های لانگرهانس پوست می‌شود که به‌نوبهٔ خود، به غدد لنفاوی موضعی رفته و دستگاه ایمنی تطبیقی را فعال می‌کنند. ایمی‌کیمود می‌تواند سلول‌های کشنده طبیعی، ماکروفاژها و لنفوسیت‌های بی را هم تحریک کند.

## پژوهش‌ها
مطالعات نشان می‌دهد که این دارو تأثیری در درمان زگیل آبکی کودکان ندارد.
پژوهش‌هایی جهت استفاده از ایمی‌کیمود در درمان «سرطان بافت پوششی فَرْج»، «سرطان بافت پوششی مَهبَل»، «زگیل‌های معمولی» و «زگیل‌های مسطح» انجام شده‌است. تا سال ۲۰۱۴ میلادی، شواهد علمی محکمی از اثربخشی این دارو در درمان انواع دیگر زگیل (بجز زگیل تناسلی) بدست نیامده است.